# صموئيل روث
صموئيل روث (بالإنجليزية: Samuel Roth)‏ هو ناشر وكاتب وشاعر أمريكي، ولد في 1893 في غاليسيا في أوكرانيا، وتوفي في 3 يوليو 1974 في نيويورك في الولايات المتحدة.